# Club des jacobins de Mayence
 (avril 2018).

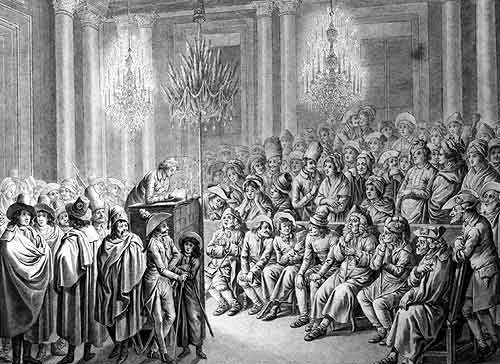
La société des Amis de la Liberté et de l'Égalité, assemblée à l'ancien château des Princes-Électeurs de Mayence.

Le Club des jacobins de Mayence ou société des Amis de la Liberté et de l'Égalité est un club politique fondé le 23 octobre 1792 à Mayence, inspiré du Club des jacobins français (créé à Paris à la fin de l’année 1789). Il a fonctionné sur une durée de l'ordre de six mois et a servi à instiller des idées démocratiques en Allemagne. Le Club des jacobins de Mayence est considéré comme le premier mouvement démocratique existant en Allemagne : il a influencé le fonctionnement de l'éphémère république de Mayence.

## Historique
La société est créée deux jours après la victorieuse prise de Mayence par les troupes révolutionnaires du général français Custine le 21 octobre 1792, acquise après trois jours de siège. Les Français occupent militairement Mayence et tentent d'y installer la république de Mayence. 
La société se réunit dans la salle d'académie de l'ancien château des Princes-Électeurs de Mayence. Avec près de 500 membres, il a été le plus important des clubs révolutionnaires fondés en 1792 et 1793, au cours de l'occupation française de l'Allemagne du Sud-Ouest. Les idées prônées étaient celles de la Révolution française jusqu'à sa fermeture par Jean-Frédéric Simon définitive en mai 1793.

### Fondation
Avec l'arrivée au pouvoir du général Custine et l'affiliation de Mayence à la Première République française qui s'ensuivit, toutes les conditions nécessaires à une activité politique dans l'esprit des nouveaux seigneurs de Mayence furent créées. Georg Wilhelm Böhmer, le théologien, expert en droit canon et ancien professeur d'université de Worms, aujourd'hui secrétaire de la Custine, était venu à Mayence avec les troupes françaises. Un jour plus tard déjà, le 22 octobre 1792, il convoqua publiquement le "Privilegirten Mainzer Zeitung", dont il venait de devenir le rédacteur, pour la fondation d'une "Société des amis allemands de la liberté et de l'égalité" semblable au Club Jacobin de Paris :
"Ce soir, à 18 heures, une Société des amis allemands de la liberté et de l'égalité de tous les rangs se réunira dans la grande salle de l'académie du château local en prêtant le serment solennel de vivre ou de mourir libres. Le citoyen, le général Cüstine, a promis de glorifier cette scène au nom de la République franconienne par sa présence. L'entrée est gratuite pour tout Allemand pour qui le bonheur de sa patrie et l'humanité qui soupire sur les chaînes des esclaves est un nom sacré. On remarque seulement que personne ne peut être admis qui n'appartient pas à la société ou qui veut y adhérer en prêtant le serment susmentionné. Immédiatement après cette cérémonie, tous les membres signent leur nom sous serment dans le procès-verbal de la Société, qui préparera ensuite la liberté et l'égalité des Mayençais - et peut-être, que Dieu le veuille!
- Georg Wilhelm Böhmer dans le journal de Mayence n° 168 du 22 octobre 1792.
Cela avait été précédé d'une réunion la veille avec l'adjudant général Stamm de la Custine, que Böhmer dirigeait. Pendant sa campagne, Custine planifiait déjà la création de sociétés révolutionnaires et cherchait des personnes expérimentées pour agir en tant que médiateurs appropriés des idées révolutionnaires dans ces organismes. Il a expressément encouragé et soutenu les activités de Böhmer. Custine a également organisé le versement d'argent aux partisans de la cause française qui étaient prêts à fonder la cause française par l'intermédiaire de Böhmer, lequel, à son tour, s'est référé directement et à plusieurs reprises au général Custine dans ses activités à Mayence et a agi officiellement en son nom et pour son compte.
20 personnes, principalement des environs de l'Université de Mayence, se sont présentées le soir du 23 octobre 1792 dans la salle de l'Académie du Palais électoral. Böhmer apparaît accompagné du médecin Georg von Wedekind et du marchand André Patocki. Il a ouvert la session constituante en présentant les excuses du général Custine, à qui l'on avait dit que les "affaires urgentes du temps de guerre" l'arrêteraient, et a fait distribuer du matériel de propagande. Suivirent les discours du Hofgerichtsrat Kaspar Hartmann, qui allait devenir l'un des Jacobins les plus intransigeants de Mayence, et des professeurs Georg Wedekind et Mathias Metternich, dans lesquels l'ancien régime de l'Électeur et ses aristocrates furent principalement attaqués. Ensuite, les personnes présentes ont signé un protocole commun. Ils se sont félicités de la libération et du soutien des Français, ont déclaré la fusion officielle de la Société des amis de la liberté et de l'égalité et ont déclaré qu'ils demanderaient au Club Jacobin de Strasbourg de leur envoyer ses statuts. Cette première réunion du club des Jacobins de Mayence s'est terminée par le serment solennel d'admission "Libre de vivre ou de mourir !
Parmi les membres fondateurs du club de Mayence figuraient, outre Böhmer, les professeurs d'université Mathias Metternich, Georg Wedekind et Andreas Joseph Hofmann, d'autres professeurs et étudiants de l'université, mais aussi des commerçants comme André Patocki ou Georg Häfelin ou des militaires comme Rudolf Eickemeyer. Georg Häfelin a été élu président fondateur lors de la réunion suivante, le lendemain, avec Mathias Metternich comme adjoint. 
Parmi les membres du Club, on relève des intellectuels de Mayence, comme : Mathias Metternich (à ne pas confondre avec le prince autrichien), Georg von Wedekind, Christophe-Frédéric Cotta, Anton-Joseph Dorsch, Georg Wilhelm Böhmer, Adam Lux, Andreas-Joseph Hoffmann, Félix-Antoine Blau, Rudolf Eickemeyer, Friedrich Georg Pape et Georg Forster.